# جان فن دروتن
جان فن دروتن (انگلیسی: John Van Druten; ۱ ژوئن ۱۹۰۱ – ۱۹ دسامبر ۱۹۵۷) فیلم‌نامه‌نویس، نویسنده و نمایش‌نامه‌نویس اهل بریتانیا بود.
وی نویسنده فیلم‌هایی همچون چراغ گاز و رافلز بوده، همچنین فیلم‌های پس از ساعت اداری و به یاد می‌آورم مادر براساس نمایش‌نامه‌های وی ساخته شده است.